# Ringe, Danmark
Ringe är en tätort i Region Syddanmark i Danmark. Tätorten har 6 729 invånare (2024). Den är centralort i Fåborg-Midtfyns kommun och ligger på Fyn, cirka 19,5 kilometer sydost om Odense. Ringe var centralort i Ringe kommun fram till kommunreformen 2007.